# Commissione dei Sei
La Commissione dei Sei (in tedesco Sechser-Kommission) è un organismo della provincia autonoma di Bolzano.

## Descrizione
Lo Statuto d'autonomia della Regione Trentino Alto Adige/Sudtirol (Decreto del Presidente della Repubblica 31 agosto 1972, n. 670), prevede una commissione paritetica Stato-Provincia autonoma per elaborare le disposizioni di attuazione previste dalla norma costituzionale (Art. 107).
Tali norme di attuazione vengono elaborate dalla Commissione dei Sei, qualora si tratti di competenze della provincia autonoma di Bolzano, quando, invece, le norme di attuazione concernono competenze di entrambe le Province (Provincia autonoma di Bolzano e Provincia autonoma di Trento) o della Regione Trentino-Alto Adige, allora è la Commissione dei Dodici (Zwölfer-Kommission) ad elaborarle. Le proposte delle commissioni, qualora accettate dal Governo, entrano in vigore con decreto del presidente della Repubblica. 
La Commissione dei Sei è composta da tre membri nominati dalla provincia autonoma di Bolzano e da tre membri nominati dal Governo. 

## Composizione
La commissione dei Sei nominata ad agosto 2006 era composta da:
- Gianclaudio Bressa, presidente (deputato, Partito Democratico, nomina provinciale)

- Karl Zeller (deputato, Südtiroler Volkspartei, nomina provinciale)
- Siegfried Brugger (deputato, Südtiroler Volkspartei, nomina provinciale)
- Christian Tommasini (Partito Democratico, nomina governativa)
- Giovanni Salghetti Drioli (Partito Democratico, nomina governativa)
- Carla Scheidle (nomina governativa)

La commissione dei Sei, nominata ad agosto 2012, era composta da:
- Dott. Avv. Andreas Stacul, nomina governativa
- Prof. Vincenzo Lippolis, nomina governativa
- Prof. Giuseppe Caia, nomina governativa
- On. Avv. Siegfried Brugger, nomina regionale
- On. Karl Zeller, nomina provinciale
- Avv. Alberto Zocchi, nomina provinciale

La commissione dei Sei, nominata a marzo 2014, era composta da:
- Francesco Palermo (presidente)  nomina governativa
- Brunhilde Platzer, nomina governativa
- Daniel Alfreider, nomina governativa
- Dieter Steger, nomina regionale
- Roberto Bizzo, nomina provinciale

- Karl Zeller, nomina provinciale

La commissione dei Sei, nominata a febbraio 2019, è composta da:
- On. Filippo Maturi (Presidente[3]), nomina governativa
- On. Michl Ebner, nomina governativa
- Antonio Lampis, nomina governativa
- Sen. Meinhard Durnwalder, nomina provinciale
- On. Manfred Schullian, nomina provinciale
- Carlo Vettori, nomina provinciale

La commissione dei Sei, nominata a febbraio 2020, è composta da:
- Luca Crisafulli, nomina governativa
- Esther Happacher, nomina governativa
- Antonio Ilacqua, nomina governativa
- Carlo Vettori, nomina provinciale
- Manfred Schullian, nomina provinciale
- Meinhard Durnwalder, nomina provinciale